# تپه چاه‌های وسیمه
تپه چاه‌های وسیمه مربوط به دوران پیش از تاریخ ایران باستان است و در شهرستان اراک، روستای حر آباد واقع شده و این اثر در تاریخ ۱۱ دی ۱۳۸۰ با شمارهٔ ثبت ۴۶۲۱ به‌عنوان یکی از آثار ملی ایران به ثبت رسیده است.